# Jeremy Loops
Jeremy Thomas Hewitt, noto come Jeremy Loops (Kommetjie, 4 marzo 1984), è un cantante sudafricano.

## Biografia
Jeremy Loops ha pubblicato l'album in studio d'esordio, dal titolo Trading Change, nel 2014. Il successo riscosso dall'LP è stato sufficiente da permettergli di vincere l'MTV Africa Music Award al miglior pop e alternativo. A supporto dell'album è andato in tournée negli Stati Uniti d'America e ha avviato il Trading Change Tour.
Il suo secondo LP, Critical as Water (2018), include Waves, certificato oro dalla Recording Industry of South Africa, ed è stato susseguito dal disco Heard You Got Love (2022).

## Discografia

### Album in studio
- 2014 – Trading Change
- 2018 – Critical as Water
- 2022 – Heard You Got Love
- 2025 – Feathers and Stone

### EP
- 2021 – Souvenirs

### Singoli
- 2016 – Still with Me (feat. Cassper Nyovest)
- 2016 – See, I Wrote It for You
- 2018 – Waves
- 2018 – The Shore (con Motheo Loops)
- 2018 – Gold
- 2019 – My People (con James Hersey)
- 2019 – Vultures
- 2019 – What Would I Know
- 2020 – Mortal Man
- 2020 – By the Way (con Motheo Moleko)
- 2020 – 'Til I Found You
- 2021 – Postcards
- 2022 – Better Together
- 2022 – Head Start (Fresh Start)
- 2024 – Dust over Dunes
- 2024 – Go Again
- 2024 – Lovebood
- 2024 – The Coffee Song
- 2025 – Coming Home (con i Ladysmith Black Mambazo)